# Dolmen di Axeitos

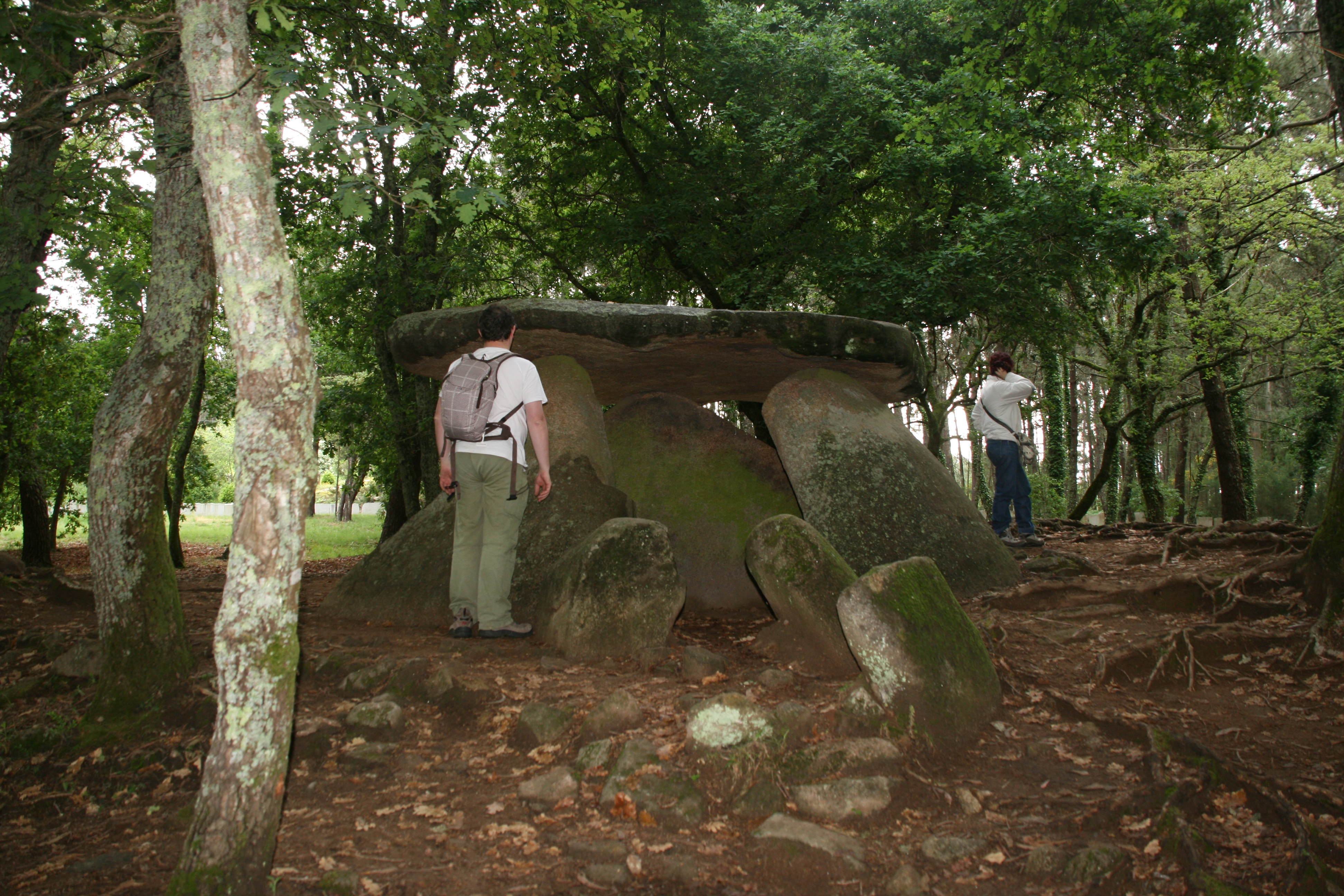
Visitatori nel sito

Il dolmen di Axeitos (in spagnolo e in galiziano: dolmen de Axeitos), conosciuto anche come Pedra do Mouro, è un monumento megalitico del villaggio spagnolo di Axeitos, nella parrocchia civile di San Martiño de Oleiros (comune di Ribeira), in Galizia (Spagna nord-occidentale), risalente a un periodo compreso tra il 4000 e il 3600 a.C. (Neolitico). È uno dei dolmen meglio conservati della regione  ed è definito "il Partenone del megalitismo galiziano".

## Storia
Nel 1975 il terreno in cui si trova il dolmen divenne di proprietà pubblica e nove anni dopo vennero realizzate delle infrastrutture per facilitare l'accesso e la visita del sito.
Nel 1997 il sito fu oggetto di vandalismo: nella pietra venne infatti incisa la figura di un pesce, ovvero la stessa figura che si è soliti ritrovare in monumenti di epoca paleocristina.

## Descrizione
Il dolmen di Axeitos si trova all'interno di un bosco di castagni della penisola di Barbanza, nell'area del complexo dunar de Corrubedo e lagoas de Carregal e Vixán, e si erge lungo la strada costiera AC550, tra le località Noia e Ribeira e nelle immediate vicinanze della spiaggia di Corrubedo.
Il dolmen è formato da otto pietre verticali con sopra una copertura della misura di 3,5x4,5 metri  e dello spessore massimo di 60 cm. La copertura non presenta l'inclinazionedi 20°-25°, tipica dei dolmen irlandesi.
All'interno del dolmen si trova una camera sepolcrale che misura 2,4x3,2 metri e ha un'altezza di 2 metri.
La pietra presenta alcune decorazioni antiche, costituite da due incisioni su un lato e da motivi pittorici sull'altro. Vi si trova, tra l'altro, un'incisione a forma di croce, che viene solitamente interpretata come una figura umana stilizzata.